# Jean-Claude Andruet
Jean-Claude Andruet (rođen 13. kolovoza 1942.) je francuski umirovljeni reli-vozač. 
Nastupio je na 29 utrka svjetskog prvenstva u reliju, pobijedio na tri, dok je na sedam završio na pobjedničkom podiju. Pobijedio je na prvoj službenoj utrci Svjetskog prvenstva u reliju 1973. na Reliju Monte Carlo, te 1974. na Reliju Korzika i 1977. na Reliju Sanremo. Najbolji ukupni plasman je ostvario 1982. kada je na kraju sezone završio 13.
Natjecao se i na Europskom prvenstvu u reliju koje je osvojio 1970., a 1981. završio je drugi u ukupnom poretku.